# László Dobosi Szabó
László Dobosi Szabó (Hungría, 15 de junio de 1907 – Buenos Aires, 11 de junio de 1997) fue un arquitecto, ingeniero y artista húngaro radicado en la Argentina durante la postguerra mundial.
Sirvió durante la II Guerra Mundial en el Ejército Real Húngaro y desde allí ejecutó hospitales militares, locales de primeros auxilios en línea de combate, refugios públicos y privados. Luego participó de comisiones para la reconstrucción de ciudades dañadas por la guerra.
En Argentina trabajó en forma profesional independiente, también como docente y recibió numerosos encargos relacionados con la arquitectura y el arte religioso católico.

## Biografía
László Dobosi Szabó nació en Nagyacsád, Hungría, el 15 de junio de 1907. Según cuenta su hija Aniko, “Mi padre nació en el seno de una familia aristocrática de la nobleza húngara. Su árbol genealógico, que puede remontarse hasta 260 años en el tiempo, demuestra que la mayoría de sus antepasados habían sido arquitectos y militares y que su bisabuelo había sido alcalde de provincia. Era alto y delgado, tenía cuerpo atlético y porte elegante; su cara era angulosa, tenía ojos verdes y pelo castaño. Era inteligente y alegre y gustaba a las mujeres.”
Hablaba seis idiomas: húngaro, español, alemán, inglés, latín y griego antiguo (sobre este último, recibió su título de bachiller otorgado por el Gymnasium Real Católico Universitario Francisco José I, en Budapest)
Estudió en la Real Universidad Húngara “József Nádor” de Ciencias Técnicas y Económicas, de Budapest, y egresó como arquitecto-ingeniero en 1930, a los 23 años. Ya diplomado, se inscribió en los cursos de la Bauhaus (Escuela de Diseño, Arte y Arquitectura fundada por Walter Gropius), en Berlín, capacitándose bajo la dirección de Mies van der Rohe, Hannes Mayer, Paul Klee y Wassily Kandinsky.
En 1936 integró la representación oficial de la Arquitectura Húngara en el Congreso Internacional de la Arquitectura en París, al que concurrió con 3 proyectos ya realizados. Y en 1938 fue nombrado Perito Ingeniero ad honorem de la Cruz Roja húngara. En este cargo proyectó y dirigió remodelaciones de los hospitales; y en 1941, se encargó del proyecto de la Sede Central, Escuela de Enfermeras, Depósitos y un Hospital de 500 camas, que no se realizó por el cambio del régimen de la postguerra.
Durante la II Guerra mundial se incorporó al Ejército Real Húngaro con el grado de teniente de ingenieros. En el servicio militar realizó, por orden del Ministerio de Guerra, nueve hospitales militares en el país y en ciudades ocupadas por el Ejército Húngaro en Rusia, mediante transformaciones de escuelas y edificios públicos, además de locales de primeros auxilios en la línea de combate. Fue también delegado por el Ejército a la Comisión Antiaérea para la construcción de refugios públicos y privados.
En 1944 fue nombrado por el presidente de la Nación como subjefe de la Secretaría de la Cultura; desde este cargo fue vicepresidente de la Comisión Interministerial para la reconstrucción y Reurbanización de Hungría y las ciudades dañadas por la guerra. En el mismo año fue delegado a la Comisión Internacional para la Reconstrucción de Europa Destruida por la Guerra, con sede en Berlín, en carácter de representante del gobierno húngaro.
Ese mismo año se casó con la actriz Anna Mária Tahy, con quien tuvo tres hijas: Anikó, Éva, Annamária; esta última nacería en Argentina.
La posguerra impactó particularmente en la vida de László Szabó, que debió escapar de Hungría hacia Alemania acompañado de su esposa, que estaba embarazada.
Antes de exiliarse -escribe su hija Aniko- vivió experiencias espantosas: “fue tomado prisionero y trasladado a un campo de concentración ruso. Allí los soviéticos planeaban deportarlo, junto con los otros cautivos, a Siberia (…).Mi padre logró escapar una noche en la que arriesgó su vida. Corrió a través del campo minado y quedó desmayado en el suelo a causa de una explosión; al despertar tanteó el piso, encontró su cortaplumas en la arena y se dio cuenta de que había sobrevivido. Ese cortaplumas lo acompañaría el resto de su vida”.
En 1945, la familia llegó a Plarnhof, un pequeño pueblo alemán situado a una de las márgenes del río Regen, donde permanecieron por tres años a la espera de poder volver a Hungría. Cerca de allí, en Kreutzbach, nació la segunda hija del matrimonio, Eva Szabó.
László dibujaba muy bien desde pequeño y en esos tres años desarrolló su talento artístico como dibujante y pintor. Cuando las hostilidades con las tropas de ocupación mermaron, hizo algunas relaciones con militares del ejército de los EEUU, a raíz de los retratos que les hacía a cambio de jabón, chocolate y cigarrillos. Esas amistades se mantuvieron, por vía epistolar, durante largos años. El general Dwight Eisenhower, quien estaba al mando del ejército de ocupación, fue uno de los retratados.
En 1948 obtuvo el 1.er premio en Retratos en el Salón Nacional de Múnich, integrando como miembro la Asociación Profesional de los Artistas de Bellas Artes de esa ciudad.
Aunque la guerra había terminado, temerosa de una nueva contienda la familia Szabó decidió exiliarse a América. En principio solicitaron visa a los Estados Unidos, pero les fue denegada. Entonces optaron por radicarse en Argentina, donde ya se había instalado su hermano Márton, junto a su esposa y su hija.

## Su vida en Argentina
Llegaron a Buenos Aires el 30 de diciembre de 1948. Los alojaron en el Hotel de Inmigrantes hasta los primeros días del mes de enero. Luego, Márton los albergó provisoriamente en su departamento hasta que alquilaron uno propio en Villa Urquiza, “en el que la mesa era el baúl que trajimos de Europa, y las sillas y las camas estaban hechas por mi papá de madera de cajón de frutas”, comenta Eva.
László no podía ejercer su profesión ya que la reválida del título era compleja a causa del desconocimiento del idioma. Volvió entonces a ser retratista: pintó cientos de retratos al óleo de personalidades importantes de la época. Entre ellas, de Eva Perón.
La esposa de László murió en un accidente el 13 de enero de 1950 dejando tres niñas pequeñas, la última de las cuales, Ana María -nacida en Argentina- tenía 10 meses. Poco después llegaría de Hungría Zsuzsana Fülöp (Zsuzsi), que se ofreció para criarlas a cambio de casa dónde alojarse y vivió con ellos siempre. Veinte años después, se casaría con el artista.
László siguió dedicándose a su carrera artística: pintó paisajes, desnudos y retratos. “Se caratulaba fauvista y se expresaba plásticamente a través del color. Conocía todas las técnicas pictóricas -óleo, pasteles, tintas aguadas y acuarela- y se destacó en cada una de ellas -explica Aniko, que es la única que siguió la impronta artística de su padre-, realizó exposiciones que tuvieron repercusión mediática y algunas ventas”. Sus exposiciones más destacadas fueron las realizadas en la Galería Müller. Además, creó una escuela de dibujo, pintura y arquitectura en el departamento donde vivían. Y, durante algún tiempo, fue colaborador dibujante en el diario Clarín.
László Szabó era un hombre muy culto, lo que rápidamente le abrió las puertas en la sociedad porteña. Se hizo muy amigo de Monseñor Ernesto Segura, quien fue obispo auxiliar de Buenos Aires, secretario general de la Conferencia Episcopal Argentina durante diez años, hombre muy cercano a los medios y profesor de Historia y Arte. “Con él y con Monseñor Enrique Rau pasaba horas hablando de religión, aun cuando pertenecían a distintas iglesias – recuerda Eva - Mi papá, que había estudiado Arte Sacro en Hungría, y era verdaderamente un filósofo, un pensador integral de la religión, pudo entender cabalmente lo que proponía en cuanto a arte Pío XII y luego, el Concilio Vaticano II”. Estas amistades lo llevaron, ya en su carácter de arquitecto, a diseñar altares, vitrales e incluso edificios completos para diversas iglesias de la ciudad y la provincia de Buenos Aires.
Desde su llegada al país, participó en el devenir de la colectividad húngara en la Argentina. Fue socio fundador de la Universidad Libre Péter Pázmány de la Academia Húngara de Ciencias Mindszenty y miembro activo de la Asociación de los Excombatientes Húngaros (cuya bandera, que ﬂameó en todos los actos durante 50 largos años, fue su creación). Durante más de diez años fue el presidente de la Junta Administrativa de la Iglesia Reformada Húngara.
Cuando ya dominaba el español, y sin dejar de pintar, se dedicó a la docencia: en 1962 fue profesor titular (por contrato) para el curso de ingreso en la Facultad de Arquitectura de la Universidad Provincial de Mar del Plata y en 1963-64, profesor asociado a la cátedra de Composición Arquitectónica en la misma sede académica; en 1966 fue profesor titular de las cátedras Visión II y Visión III y, hasta 1971, profesor titular del Curso Preparatorio al Ingreso en la Facultad de Arquitectura y Urbanismo de la Universidad Católica de La Plata. En 1968, fue nombrado Jefe de Departamento y miembro del Consejo Académico de esa casa, la que lo designa como delegado para el 1.er Congreso Argentino de Arquitectura Escolar y, en 1969, delegado al Congreso Mundial de Arquitectos.
Requerido siempre por su capacidad académica en artes, dictó numerosas conferencias en la Academia de Ciencias y Cultural Mindszenty, en Radio Argentina, en la Catedral de Mar del Plata, en el Fórum Centro Cultural Húngaro, en la Universidad de Olavarría y en Radio Azul. Además fue autor de varias publicaciones: “Manual de la Arquitectura” (en coautoría con el Dr. Arq. Moller Karoly - 1936), “Leonardo Da Vinci” (1953), “Pal Szinyey Merse y su ambiente artístico contemporáneo en Europa” (1958), “El arte en el espejo de la Estética” (1958) e “Historia de la Arquitectura y el Arte Húngaro” (1959).
László Szabó nunca volvió a su Hungría natal. Las ocupaciones iniciales para criar la familia, el desarrollo profesional, la solidaria colaboración con la colectividad, los avisos de su proscripción, y, finalmente, algunos problemas de salud, lo mantuvieron en Argentina acostumbrado a una vida que nunca fue totalmente suya. En los últimos años se fue oscureciendo sumido en el sentimiento de desarraigo que no pudo superar y murió en Buenos Aires, el 11 de junio de 1997, a poco de cumplir 90 años.

## Obras y proyectos en territorio de la provincia de Buenos Aires (Argentina)

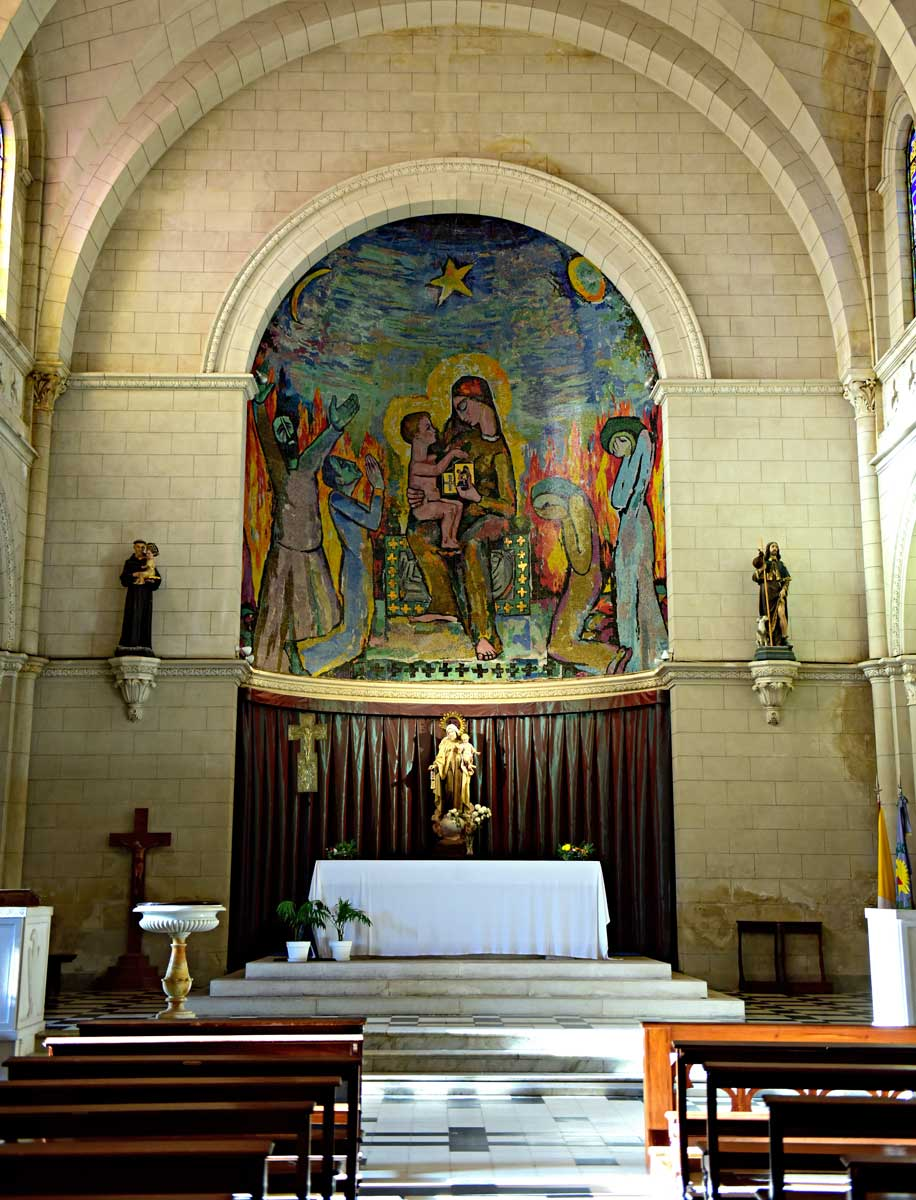
1959. Mosaico mural en el ábside de la Parroquia Nuestra Señora del Carmen, Benito Juárez

Llegado a la Argentina, Laszlo Szabó, comenzó a recibir encargos de la Iglesia Católica desde 1958, para proyectar distintas iglesias nuevas, realizar reformas de templos existentes y ejecutar obras de arte plástico con contenido religioso.
Si bien Szabó no era católico, sino reformado calvinista, fue convocado por Monseñor Rau, Obispo de Mar del Plata, en virtud de los aires ecuménicos que atravesaba la Iglesia. Ya estaban latentes las reformas en los espacios litúrgicos que avalaría luego el Concilio; por ello Rau lo puso en contacto con Monseñor Segura, alto prelado del Arzobispado de Buenos Aires, para escuchar sus consejos sobre altares a trasladar cambiándolos de posición. De este modo es como explica su hija Eva el inicio de su relación con la Iglesia.
Varios encargos realizaría a partir de allí, para la Iglesia Católica en la Provincia de Buenos Aires:
- 1959 – Mosaico mural en el ábside de la Parroquia Nuestra Señora del Carmen, Benito Juárez.
- 1961 – Retablo y altar del Sagrario en la Iglesia Catedral de San Pedro y Santa Cecilia, Mar del Plata.
- S/f - Proyecto para el auditorio de la Parroquia Nuestra Señora de Fátima, La Plata.
- S/f - Remodelación interior del templo del Instituto Inmaculada Concepción, Buenos Aires.

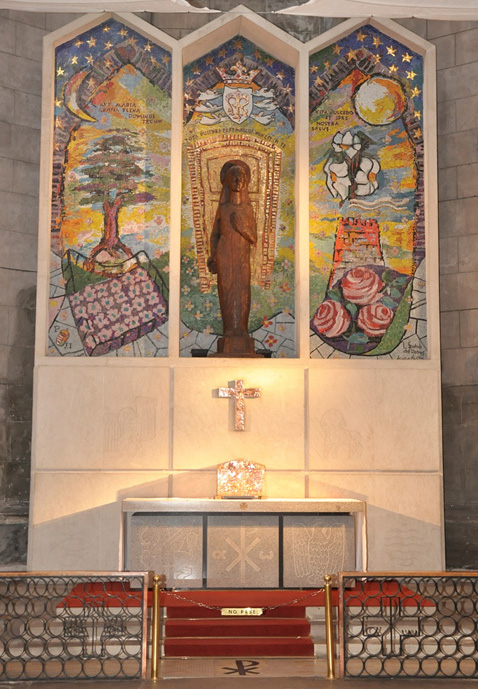
1961. Retablo y altar del Sagrario en la Iglesia Catedral de San Pedro y Santa Cecilia, Mar del Plata

- 1963 – Frontis y medallones de Juan XXIII y Pablo VI en fachada, más altar nuevo, en la Iglesia Catedral Inmaculada Concepción del Buen Viaje, Morón
- 1972 – Templo nuevo para la Parroquia San Francisco de Asís, Olavarría.
- 1973 – Reconstrucción total del templo de la Parroquia Santa María (1878), para la Congregación Verbo Divino, Colonia Hinojo (primer sitio de localización de los alemanes del Volga emigrados a Argentina)

Anteproyectos
- 1962 - Complejo edilicio episcopal: Curia, Universidad Católica, viviendas y locales, Mar del Plata.
- S/f - Escuela Agrícola Salesiana “Don Bosco”, Uribellarrea.
- S/f - Iglesia y escuela parroquial, Quilmes.
- S/f - Escuela primaria y Hogar Salesiano, La Plata.
- S/f - Iglesia y escuela parroquial “San José Obrero”, Junín.
- S/f - Escuela parroquial, Cabildo.

Se trata de trabajos que supo combinar también con encargos arquitectónicos para comitentes civiles y obras de arte plástico en diversidad de técnicas (pintura en óleo, pasteles, tintas, aguadas, acuarela, dibujo en pluma) y de estilos (realismo académico, impresionismo, expresionismo, etc.), según las distintas etapas por las que atravesó.